# DDR-Meisterschaft im Frauenfußball 1990
Die DDR-Meisterschaft im Frauenfußball im Jahre 1990 war die erste und letzte Meisterschaft, die vom DFV der DDR ausgetragen wurde.
Zuvor wurde eine so genannte Bestenermittlung durchgeführt. Die Meisterschaft wurde in Endspielen zweier Teams, die aus zwei Ligen ermittelt wurden, ausgetragen.
Meister wurde die Mannschaft der BSG Post Rostock. Die BSG Wismut Chemnitz wurde 6:1 bzw. 4:2 besiegt.